# ماتياس فايست
ماتياس فيست (بالألمانية: Mathias Feist)‏ هو مهندس ومبرمج ألماني، ولد في 1961.

## وصلات خارجية
- ماتياس فايست على موقع الاتحاد الدولي للشطرنج (الإنجليزية)
- ماتياس فايست على موقع 365Chess.com (الإنجليزية)
- ماتياس فايست على موقع Chesstempo.com (الإنجليزية)
- ماتياس فايست على موقع اتحاد المراسلات الدولية للشطرنج (الإنجليزية)